# Seľany
Seľany, ungarisch Szelény (bis 1973 slowakisch „Selany“) ist eine Gemeinde im Süden der Slowakei mit 140 Einwohnern (Stand 31. Dezember 2024). Sie gehört zum Okres Veľký Krtíš, einem Kreis des Banskobystrický kraj.

## Geographie
Die Gemeinde befindet sich im Talkessel Ipeľská kotlina, einem Teil der größeren Einheit Juhoslovenská kotlina, am Südostrand der Hochebene Krupinská planina, am Bach Seliansky potok im Einzugsgebiet des Ipeľ. Das Ortszentrum liegt auf einer Höhe von 200 m n.m. und ist 19 Kilometer von Veľký Krtíš entfernt.
Nachbargemeinden sind Kosihovce im Norden und Osten, Nenince und Trebušovce im Südosten, Kamenné Kosihy im Süden, Širákov im Südwesten und Westen sowie Čelovce und Opava im Nordwesten.

## Geschichte

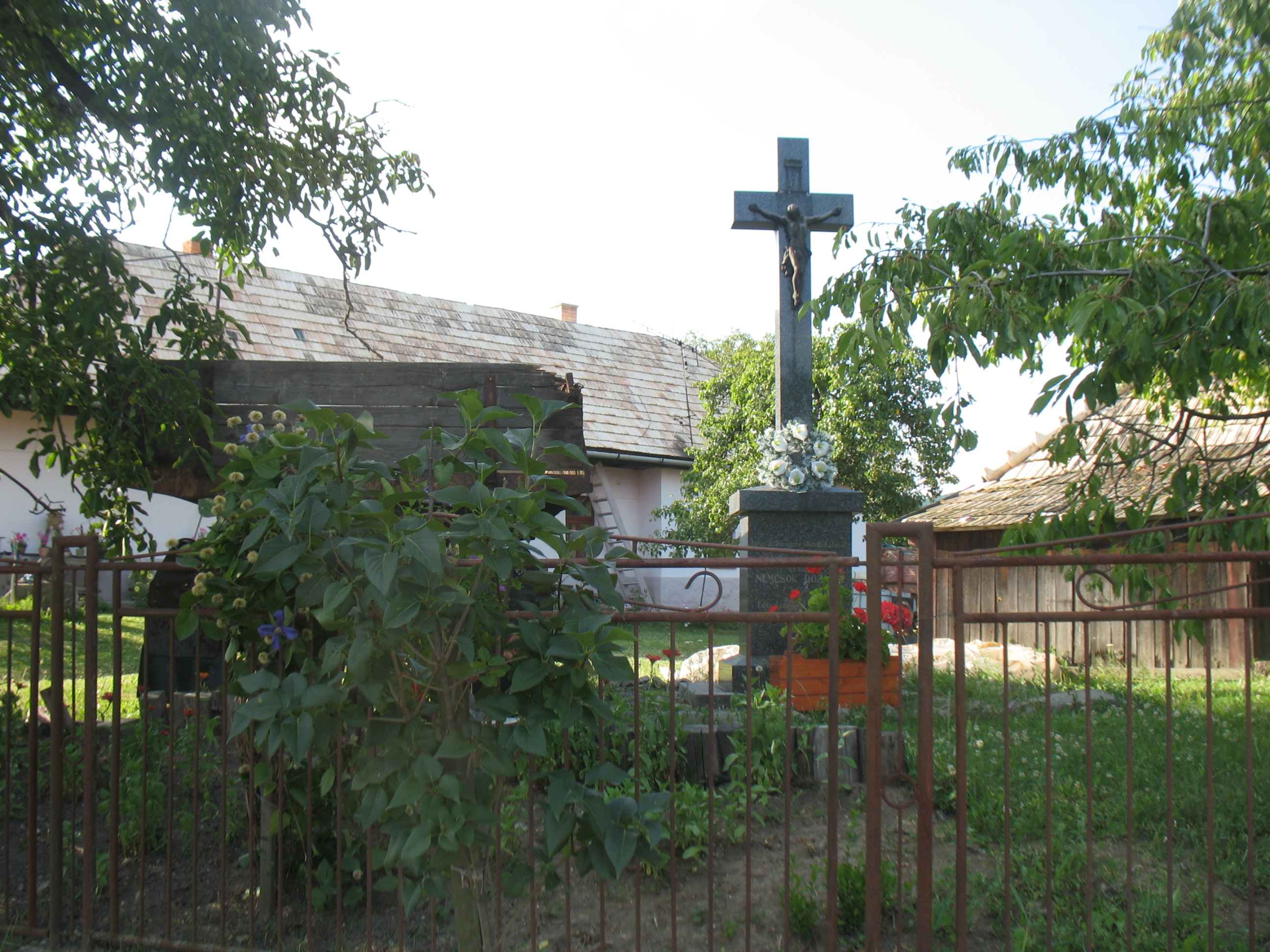
Kreuz in Seľany

Seľany wurde zum ersten Mal 1268 als Zelen schriftlich erwähnt. 1270 wurde der Ort Besitz der Familie Pázmány nach einem Güterstreit mit der Familie Hunt. Ab 1392 gehörten die Ortsgüter der Familie Palásthy sowie ein Teil der Familie Szélényi ab 1434 bis zum 18. Jahrhundert, darüber hinaus hatte die Familie Majthényi Gutsanteile bis zum 20. Jahrhundert. 1715 gab es drei Haushalte, 1828 zählte man 56 Häuser und 336 Einwohner, die als Landwirte und Winzer beschäftigt waren. Zeitweise war der Ort als Dolné Seľany (ungarisch Alsószelény) bekannt.
Es gab zudem den Ort Horné Seľany (ungarisch Felsőszelény), zum ersten Mal 1303 schriftlich erwähnt. Nach 1902 wurden die beiden Orte zu einer Gemeinde zusammengeschlossen.
Bis 1918/1919 gehörte der im Komitat Hont liegende Ort zum Königreich Ungarn und kam danach zur Tschechoslowakei beziehungsweise heute Slowakei. Auf Grund des Ersten Wiener Schiedsspruchs lag er von 1938 bis 1944 noch einmal in Ungarn.

## Bevölkerung
| Jahr                | 1994 | 2004    | 2014     | 2024     |
| ------------------- | ---- | ------- | -------- | -------- |
| Anzahl der Personen | 253  | 235     | 197      | 140      |
| Unterschied         |      | −7,11 % | −16,17 % | −28,93 % |

| Jahr                | 2023 | 2024    |
| ------------------- | ---- | ------- |
| Anzahl der Personen | 146  | 140     |
| Unterschied         |      | −4,10 % |

Gemäß der Volkszählung 2011 wohnten in Seľany 204 Einwohner, davon 111 Slowaken, 92 Magyaren und ein Tscheche.
190 Einwohner bekannten sich zur römisch-katholischen Kirche, 11 Einwohner zur evangelischen Kirche A. B. und ein Einwohner zu den christlichen Gemeinden. Zwei Einwohner waren konfessionslos.